# Long May It Wave
Long May It Wave é um curta-metragem mudo norte-americano de 1914, do gênero comédia, com o ator cômico Oliver Hardy.

## Elenco
- Raymond McKee - Pat McCarthy
- Mae Hotely - Nora
- Marguerite Ne Moyer - Lucille
- Ed Lawrence - General Grabimoff
- Oliver Hardy - (como Babe Hardy)
- Ben Walker - Paul